# بارانوفکا (سرزمین آلتای)
بارانوفکا (به لاتین: Baranovka) یک منطقهٔ مسکونی در روسیه است که در سرزمین آلتای واقع شده‌است.